# Sky Sports Box Office
Sky Sports Box Office (anteriormente Sky Box Office) é um sistema de pay-per-view operado pelo Sky Group no Reino Unido e na Irlanda. Lançado em 16 de março de 1996, inicialmente oferecia eventos esportivos, como lutas de boxe, sendo acessado por meio de telefonemas ou menus interativos. Com o tempo, passou a transmitir também filmes e concertos. Em 2011, o serviço foi reestruturado em três divisões: Sky Movies Box Office, Sky Sports Box Office e Sky 3D Box Office. No entanto, em 4 de janeiro de 2017, todos os canais de cinema foram descontinuados, restando apenas o Sky Sports Box Office para a transmissão de eventos esportivos ao vivo.